# David Simon (scrittore)
David Judah Simon (Washington, 9 febbraio 1960) è uno scrittore, giornalista, sceneggiatore e produttore televisivo statunitense.
Lavorò come giornalista del Baltimore Sun per dodici anni (1982-1995) ed è l'autore di Homicide: A Year on the Killing Streets (1991) e The Corner: A Year in the Life of an Inner-City Neighborhood (1997), scritto con Ed Burns. Sul primo è basata la serie NBC Homicide (1993–99), di cui Simon è autore e produttore. Mentre il secondo libro è stato adattato dalla HBO per la miniserie The Corner (2000).
Simon è il creatore della serie televisiva HBO The Wire (2002-2008), di cui è stato produttore esecutivo, autore e showrunner per tutte e cinque le stagioni. Adattò inoltre il libro Generation Kill nella serie HBO Generation Kill. Nel 2010 fu selezionato per il premio MacArthur Fellows. Simon è inoltre coautore della serie HBO Treme. Nel 2017 crea la serie televisiva The Deuce - La via del porno, sempre per HBO.

## Biografia

### Primi anni
Simon nacque a Washington D.C., figlio di Dorothy Ligeti, casalinga, e Bernard Simon, direttore delle pubbliche relazioni per B'nai B'rith e giornalista freelance. È stato cresciuto in una famiglia di confessione ebraica, proveniente dall'Europa Orientale e dall'Ungheria (il nonno materno cambiò il suo nome da "Leibowitz" a "Ligeti"). Simon frequentò le scuole superiori a Bethesda, Maryland dove collaborò al giornale studentesco, The Tattler. Si laureò poi all'Università del Maryland, College Park. Negli anni dell'università scrisse The Diamondback e divenne amico di David Mills.

### Giornalismo
Simon lavorò come cronista per The Baltimore Sun dal 1982 al 1995. Gran parte della sua carriera fu dedicata alla cronaca nera e alla criminalità della città di Baltimora. Simon ha raccontato che la copertura dello scandalo Watergate da parte del Washington Post è stata decisiva nella scelta di intraprendere la carriera di giornalista.
Alla fine degli anni Ottanta, Simon iniziò ad avere dei dubbi sulla reale capacità del giornalismo di incidere significativamente sulla vita delle persone e finì col lasciare definitivamente la carta stampata quando il Baltimore Sun cambiò proprietà nel 1995.

### Homicide: A Year on the Killing Streets
Nel 1991 uscì il suo primo libro Homicide: A Year on the Killing Streets, basato sulla sua esperienza personale al seguito dell'unità omicidi del Dipartimento di polizia di Baltimora durante il 1988. L'idea nacque da una conversazione la vigilia di Natale del 1985 con il detective Bill Lansey che gli disse "Se soltanto qualcuno seguisse per un anno cosa succede in questo posto, ci verrebbe fuori un libro." Simon chiese perciò il permesso al dipartimento di polizia e l'approvazione da parte del suo giornale per iniziare questo nuovo progetto.
Il libro vinse l'Edgar Award nel 1992. L'Associated Press lo definì un classico del suo genere. Simon disse che il tempo impiegato a fare ricerche per il libro cambiò il suo stile di scrittura e il suo modo di lavorare, imparò ad essere più paziente sia nell'attività di ricerca che nella scrittura.

### The Corner
Nel 1997 scrisse insieme a Ed Burns, The Corner: A Year in the Life of an Inner-City Neighborhood, il racconto-verità del mercato della droga nella comunità di West Baltimore. Simon ringrazia il suo editor John Sterling per avergli suggerito come punto di osservazione un angolo delle strade di West Baltimore. Nel 1993 prese un secondo anno di aspettativa dal Baltimore Sun per raccogliere il materiale necessario alla stesura di questo libro. Simon divenne inoltre molto vicino a uno dei personaggi descritti in The Corner, il tossicodipendente Gary McCullough, morto durante la fase di stesura del libro.
The Corner fu inserito nella lista Notable Book of the Year del The New York Times. Simon ritornò alla redazione del Sun ancora più disincantato sulla professione di giornalista; l'anno seguente lascerà il Baltimore Sun per lavorare alla serie NBC Homicide.
Subito dopo la conclusione di Homicide, Simon scrisse e produsse insieme a David Mills la miniserie HBO The Corner. Il programma vinse tre premi Emmy, incluso Outstanding Writing for a Miniseries or a Movie, vinto da Simon e Mills.

## Opere
- David Simon. Homicide: A Year on the Killing Streets, Boston, Houghton Mifflin, 1991.
- David Simon, Edward Burns. The Corner: A Year in the Life of an Inner-City Neighborhood, New York: Broadway Books, 1997.

## Filmografia
- Homicide (Homicide: Life on the Street) – serie TV, 122 episodi (1993-1999)
- The Corner – miniserie TV, 6 puntate (2000)
- The Wire – serie TV, 60 episodi (2002-2008)
- Generation Kill – miniserie TV, 7 puntate (2008)
- Treme – serie TV, 38 episodi (2010-2013)
- Show Me a Hero – miniserie TV, 6 puntate (2015)
- The Deuce - La via del porno – serie TV, 25 episodi (2017-2019)
- Il complotto contro l'America (The Plot Against America) – miniserie TV, 6 puntate (2020)
- We Own This City - Potere e corruzione (We Own This City) – miniserie TV, 6 puntate (2022)